# Tanah Tumbuh (Tanah Tumbuh)
Tanah Tumbuh is een bestuurslaag in het regentschap Bungo van de provincie Jambi, Indonesië. Tanah Tumbuh telt 1365 inwoners (volkstelling 2010).